# Агуй
Агуй (А-Куэй) (кит. 阿桂; 7 сентября 1717 — 10 октября 1797) — китайский военачальник и государственный деятель времён империи Цин. Сын дипломата Акдуня. Родом из знатной маньчжурской семьи. Командовал войсками при подавлении мятежей в западных провинциях Сычуань и Ганьсу. Руководил военным кампаниями по захвату Или и Туркестана (ныне в составе Синьцзян-Уйгурского автономного района), боевыми действиями в Бирме и на Тайване. Служил военным министром, был канцлером Государственного совета. Был Илийским генерал-губернатором (1767—1768).